# برنی لیدن
برنی لیدن (به انگلیسی: Bernie Leadon) (زاده ۱۹ ژوئیهٔ ۱۹۴۷) خواننده آمریکایی است.
او عضو گروه ایگلز است. او در گروه‌های مختلفی از جمله برادران پرواز برریتو و دیلارد اند کلارک عضویت داشته او همچنین به بوچ کرید شهرت داشته